# Norra Sörlingstjärnen
Norra Sörlingstjärnen är en sjö i Ludvika kommun i Dalarna och ingår i Norrströms huvudavrinningsområde.